# Tour de Wallonie 2020
La 47e édition du Tour de Wallonie, une course cycliste par étapes masculine sur route, a lieu en Belgique et en France du 16 au 19 août 2020. L'épreuve est disputée sur 750,7 kilomètres entre Soignies et Érezée. Elle fait partie du calendrier UCI ProSeries 2020 (deuxième niveau mondial) en catégorie 2.Pro.
L'épreuve est remportée  par le Français Arnaud Démare (Groupama-FDJ), vainqueur également de deux étapes. Les Belges Greg Van Avermaet (CCC Team) et Amaury Capiot (Sport Vlaanderen-Baloise) complètent le podium en se classant respectivement deuxième et troisième.

## Équipes participantes
| WorldTeams (9)- AG2R La Mondiale - Bahrain McLaren - CCC Team - Deceuninck-Quick Step - Groupama-FDJ - Israel Start-Up Nation - Lotto Soudal - NTT Pro Cycling - Ineos ProTeams (9)- Circus-Wanty Gobert - B&B Hotels-Vital Concept p/b KTM - Alpecin-Fenix - Burgos-BH - Bingoal-Wallonie Bruxelles - Riwal Readynez - Sport Vlaanderen-Baloise - Arkéa-Samsic - Total Direct Énergie Équipes continentales (4)- Hagens Berman Axeon - Pauwels Sauzen-Bingoal - Tarteletto-Isorex - Telenet Baloise Lions |
| |

## Étapes
| Étape     | Date    | Villes étapes                  | type            | Distance (km) | Vainqueur d'étape | Leader du classement général |
| --------- | ------- | ------------------------------ | --------------- | ------------- | ----------------- | ---------------------------- |
| 1re étape | 16 août | Soignies – Templeuve-en-Pévèle | étape de plaine | 187           | Caleb Ewan        | Caleb Ewan                   |
| 2e étape  | 17 août | Frasnes-lez-Anvaing – Wavre    | étape de plaine | 172,3         | Arnaud Démare     | Caleb Ewan                   |
| 3e étape  | 18 août | Montzen – Visé                 | étape vallonnée | 192           | Sam Bennett       | Arnaud Démare                |
| 4e étape  | 19 août | Blegny – Érezée                | étape vallonnée | 199,4         | Arnaud Démare     | Arnaud Démare                |

## Déroulement de la course

### 1reétape
| \| Classement de l'étape \| Classement de l'étape \| Classement de l'étape \| Classement de l'étape \| Classement de l'étape \| \| Coureur \| Coureur \| Pays \| Équipe \| Temps \| \| --------------------- \| --------------------- \| --------------------- \| ---------------------- \| --------------------- \| \| 1er \| Caleb Ewan \| Australie \| Lotto-Soudal \| 4 h 17 min 20 s \| \| 2e \| Sam Bennett \| Irlande \| Deceuninck-Quick Step \| + 0 s \| \| 3e \| Tim Merlier \| Belgique \| Alpecin-Fenix \| + 0 s \| \| 4e \| Arvid de Kleijn \| Pays-Bas \| Riwal Readynez \| + 0 s \| \| 5e \| Nacer Bouhanni \| France \| Arkéa-Samsic \| + 0 s \| \| 6e \| Itamar Einhorn \| Israël \| Israel Start-Up Nation \| + 0 s \| \| 7e \| Arnaud Démare \| France \| Groupama-FDJ \| + 0 s \| \| 8e \| Manuel Peñalver \| Espagne \| Burgos-BH \| + 0 s \| \| 9e \| Silvan Dillier \| Suisse \| AG2R La Mondiale \| + 0 s \| \| 10e \| Clément Venturini \| France \| AG2R La Mondiale \| + 0 s \| |                   |           |                        |                 |
| |                   |           |                        |                 |
| Source : ProCyclingStats |                   |           |                        |                 |
| Classement de l'étape |                   |           |                        |                 |
| Coureur | Coureur           | Pays      | Équipe                 | Temps           |
| 1er | Caleb Ewan        | Australie | Lotto-Soudal           | 4 h 17 min 20 s |
| 2e | Sam Bennett       | Irlande   | Deceuninck-Quick Step  | + 0 s           |
| 3e | Tim Merlier       | Belgique  | Alpecin-Fenix          | + 0 s           |
| 4e | Arvid de Kleijn   | Pays-Bas  | Riwal Readynez         | + 0 s           |
| 5e | Nacer Bouhanni    | France    | Arkéa-Samsic           | + 0 s           |
| 6e | Itamar Einhorn    | Israël    | Israel Start-Up Nation | + 0 s           |
| 7e | Arnaud Démare     | France    | Groupama-FDJ           | + 0 s           |
| 8e | Manuel Peñalver   | Espagne   | Burgos-BH              | + 0 s           |
| 9e | Silvan Dillier    | Suisse    | AG2R La Mondiale       | + 0 s           |
| 10e | Clément Venturini | France    | AG2R La Mondiale       | + 0 s           |

| \| Classement général \| Classement général \| Classement général \| Classement général \| Classement général \| \| Coureur \| Coureur \| Pays \| Équipe \| Temps \| \| ------------------ \| ------------------ \| ------------------ \| ---------------------- \| ------------------ \| \| 1er \| Caleb Ewan \| Australie \| Lotto-Soudal \| 4 h 17 min 20 s \| \| 2e \| Sam Bennett \| Irlande \| Deceuninck-Quick Step \| + 2 s \| \| 3e \| Tim Merlier \| Belgique \| Alpecin-Fenix \| + 3 s \| \| 4e \| Arvid de Kleijn \| Pays-Bas \| Riwal Readynez \| + 4 s \| \| 5e \| Nacer Bouhanni \| France \| Arkéa-Samsic \| + 6 s \| \| 6e \| Itamar Einhorn \| Israël \| Israel Start-Up Nation \| + 10 s \| \| 7e \| Arnaud Démare \| France \| Groupama-FDJ \| + 10 s \| \| 8e \| Manuel Peñalver \| Espagne \| Burgos-BH \| + 10 s \| \| 9e \| Silvan Dillier \| Suisse \| AG2R La Mondiale \| + 10 s \| \| 10e \| Clément Venturini \| France \| AG2R La Mondiale \| + 10 s \| |                   |           |                        |                 |
| |                   |           |                        |                 |
| Source : ProCyclingStats |                   |           |                        |                 |
| Classement général |                   |           |                        |                 |
| Coureur | Coureur           | Pays      | Équipe                 | Temps           |
| 1er | Caleb Ewan        | Australie | Lotto-Soudal           | 4 h 17 min 20 s |
| 2e | Sam Bennett       | Irlande   | Deceuninck-Quick Step  | + 2 s           |
| 3e | Tim Merlier       | Belgique  | Alpecin-Fenix          | + 3 s           |
| 4e | Arvid de Kleijn   | Pays-Bas  | Riwal Readynez         | + 4 s           |
| 5e | Nacer Bouhanni    | France    | Arkéa-Samsic           | + 6 s           |
| 6e | Itamar Einhorn    | Israël    | Israel Start-Up Nation | + 10 s          |
| 7e | Arnaud Démare     | France    | Groupama-FDJ           | + 10 s          |
| 8e | Manuel Peñalver   | Espagne   | Burgos-BH              | + 10 s          |
| 9e | Silvan Dillier    | Suisse    | AG2R La Mondiale       | + 10 s          |
| 10e | Clément Venturini | France    | AG2R La Mondiale       | + 10 s          |

### 2eétape
| \| Classement de l'étape \| Classement de l'étape \| Classement de l'étape \| Classement de l'étape \| Classement de l'étape \| \| Coureur \| Coureur \| Pays \| Équipe \| Temps \| \| --------------------- \| --------------------- \| --------------------- \| -------------------------- \| --------------------- \| \| 1er \| Arnaud Démare \| France \| Groupama-FDJ \| 3 h 57 min 59 s \| \| 2e \| Caleb Ewan \| Australie \| Lotto-Soudal \| + 0 s \| \| 3e \| Daniel McLay \| Royaume-Uni \| Arkéa-Samsic \| + 0 s \| \| 4e \| Nacer Bouhanni \| France \| Arkéa-Samsic \| + 0 s \| \| 5e \| Florian Sénéchal \| France \| Deceuninck-Quick Step \| + 0 s \| \| 6e \| Arvid de Kleijn \| Pays-Bas \| Riwal Readynez \| + 0 s \| \| 7e \| Giacomo Nizzolo \| Italie \| NTT Pro Cycling \| + 0 s \| \| 8e \| Dries Van Gestel \| Belgique \| Total Direct Énergie \| + 0 s \| \| 9e \| Lionel Taminiaux \| Belgique \| Bingoal-Wallonie Bruxelles \| + 0 s \| \| 10e \| Edward Planckaert \| Belgique \| Sport Vlaanderen-Baloise \| + 0 s \| |                   |             |                            |                 |
| |                   |             |                            |                 |
| Source : ProCyclingStats |                   |             |                            |                 |
| Classement de l'étape |                   |             |                            |                 |
| Coureur | Coureur           | Pays        | Équipe                     | Temps           |
| 1er | Arnaud Démare     | France      | Groupama-FDJ               | 3 h 57 min 59 s |
| 2e | Caleb Ewan        | Australie   | Lotto-Soudal               | + 0 s           |
| 3e | Daniel McLay      | Royaume-Uni | Arkéa-Samsic               | + 0 s           |
| 4e | Nacer Bouhanni    | France      | Arkéa-Samsic               | + 0 s           |
| 5e | Florian Sénéchal  | France      | Deceuninck-Quick Step      | + 0 s           |
| 6e | Arvid de Kleijn   | Pays-Bas    | Riwal Readynez             | + 0 s           |
| 7e | Giacomo Nizzolo   | Italie      | NTT Pro Cycling            | + 0 s           |
| 8e | Dries Van Gestel  | Belgique    | Total Direct Énergie       | + 0 s           |
| 9e | Lionel Taminiaux  | Belgique    | Bingoal-Wallonie Bruxelles | + 0 s           |
| 10e | Edward Planckaert | Belgique    | Sport Vlaanderen-Baloise   | + 0 s           |

| \| Classement général \| Classement général \| Classement général \| Classement général \| Classement général \| \| Coureur \| Coureur \| Pays \| Équipe \| Temps \| \| ------------------ \| ------------------ \| ------------------ \| -------------------------- \| ------------------ \| \| 1er \| Caleb Ewan \| Australie \| Lotto-Soudal \| 8 h 15 min 03 s \| \| 2e \| Dries De Bondt \| Belgique \| Alpecin-Fenix \| + 2 s \| \| 3e \| Arnaud Démare \| France \| Groupama-FDJ \| + 6 s \| \| 4e \| Jens Reynders \| Belgique \| Hagens Berman Axeon \| + 9 s \| \| 5e \| Daniel McLay \| Royaume-Uni \| Arkéa-Samsic \| + 12 s \| \| 6e \| Tom Wirtgen \| Luxembourg \| Bingoal-Wallonie Bruxelles \| + 14 s \| \| 7e \| Amaury Capiot \| Belgique \| Sport Vlaanderen-Baloise \| + 15 s \| \| 8e \| James Fouché \| Nouvelle-Zélande \| Hagens Berman Axeon \| + 15 s \| \| 9e \| Nacer Bouhanni \| France \| Arkéa-Samsic \| + 16 s \| \| 10e \| Arvid de Kleijn \| Pays-Bas \| Riwal Readynez \| + 16 s \| |                 |                  |                            |                 |
| |                 |                  |                            |                 |
| Source : ProCyclingStats |                 |                  |                            |                 |
| Classement général |                 |                  |                            |                 |
| Coureur | Coureur         | Pays             | Équipe                     | Temps           |
| 1er | Caleb Ewan      | Australie        | Lotto-Soudal               | 8 h 15 min 03 s |
| 2e | Dries De Bondt  | Belgique         | Alpecin-Fenix              | + 2 s           |
| 3e | Arnaud Démare   | France           | Groupama-FDJ               | + 6 s           |
| 4e | Jens Reynders   | Belgique         | Hagens Berman Axeon        | + 9 s           |
| 5e | Daniel McLay    | Royaume-Uni      | Arkéa-Samsic               | + 12 s          |
| 6e | Tom Wirtgen     | Luxembourg       | Bingoal-Wallonie Bruxelles | + 14 s          |
| 7e | Amaury Capiot   | Belgique         | Sport Vlaanderen-Baloise   | + 15 s          |
| 8e | James Fouché    | Nouvelle-Zélande | Hagens Berman Axeon        | + 15 s          |
| 9e | Nacer Bouhanni  | France           | Arkéa-Samsic               | + 16 s          |
| 10e | Arvid de Kleijn | Pays-Bas         | Riwal Readynez             | + 16 s          |

### 3eétape
| \| Classement de l'étape \| Classement de l'étape \| Classement de l'étape \| Classement de l'étape \| Classement de l'étape \| \| Coureur \| Coureur \| Pays \| Équipe \| Temps \| \| --------------------- \| --------------------- \| --------------------- \| -------------------------- \| --------------------- \| \| 1er \| Sam Bennett \| Irlande \| Deceuninck-Quick Step \| 4 h 42 min 25 s \| \| 2e \| Arnaud Démare \| France \| Groupama-FDJ \| + 0 s \| \| 3e \| John Degenkolb \| Allemagne \| Lotto-Soudal \| + 0 s \| \| 4e \| Matteo Trentin \| Italie \| CCC Team \| + 0 s \| \| 5e \| Amaury Capiot \| Belgique \| Sport Vlaanderen-Baloise \| + 0 s \| \| 6e \| Andrea Vendrame \| Italie \| AG2R La Mondiale \| + 0 s \| \| 7e \| Marco Haller \| Autriche \| Bahrain McLaren \| + 0 s \| \| 8e \| Alexander Krieger \| Allemagne \| Alpecin-Fenix \| + 0 s \| \| 9e \| Baptiste Planckaert \| Belgique \| Bingoal-Wallonie Bruxelles \| + 0 s \| \| 10e \| Clément Venturini \| France \| AG2R La Mondiale \| + 0 s \| |                     |           |                            |                 |
| |                     |           |                            |                 |
| Source : ProCyclingStats |                     |           |                            |                 |
| Classement de l'étape |                     |           |                            |                 |
| Coureur | Coureur             | Pays      | Équipe                     | Temps           |
| 1er | Sam Bennett         | Irlande   | Deceuninck-Quick Step      | 4 h 42 min 25 s |
| 2e | Arnaud Démare       | France    | Groupama-FDJ               | + 0 s           |
| 3e | John Degenkolb      | Allemagne | Lotto-Soudal               | + 0 s           |
| 4e | Matteo Trentin      | Italie    | CCC Team                   | + 0 s           |
| 5e | Amaury Capiot       | Belgique  | Sport Vlaanderen-Baloise   | + 0 s           |
| 6e | Andrea Vendrame     | Italie    | AG2R La Mondiale           | + 0 s           |
| 7e | Marco Haller        | Autriche  | Bahrain McLaren            | + 0 s           |
| 8e | Alexander Krieger   | Allemagne | Alpecin-Fenix              | + 0 s           |
| 9e | Baptiste Planckaert | Belgique  | Bingoal-Wallonie Bruxelles | + 0 s           |
| 10e | Clément Venturini   | France    | AG2R La Mondiale           | + 0 s           |

| \| Classement général \| Classement général \| Classement général \| Classement général \| Classement général \| \| Coureur \| Coureur \| Pays \| Équipe \| Temps \| \| ------------------ \| ------------------ \| ------------------ \| ------------------------ \| ------------------ \| \| 1er \| Arnaud Démare \| France \| Groupama-FDJ \| 12 h 57 min 28 s \| \| 2e \| Amaury Capiot \| Belgique \| Sport Vlaanderen-Baloise \| + 16 s \| \| 3e \| James Fouché \| Nouvelle-Zélande \| Hagens Berman Axeon \| + 16 s \| \| 4e \| Clément Venturini \| France \| AG2R La Mondiale \| + 17 s \| \| 5e \| Oliver Naesen \| Belgique \| AG2R La Mondiale \| + 17 s \| \| 6e \| Greg Van Avermaet \| Belgique \| CCC Team \| + 17 s \| \| 7e \| Jenthe Biermans \| Belgique \| Israel Start-Up Nation \| + 17 s \| \| 8e \| Lawrence Naesen \| Belgique \| AG2R La Mondiale \| + 17 s \| \| 9e \| Loïc Vliegen \| Belgique \| Circus-Wanty Gobert \| + 17 s \| \| 10e \| Nick van der Lijke \| Pays-Bas \| Riwal Readynez \| + 17 s \| |                    |                  |                          |                  |
| |                    |                  |                          |                  |
| Source : ProCyclingStats |                    |                  |                          |                  |
| Classement général |                    |                  |                          |                  |
| Coureur | Coureur            | Pays             | Équipe                   | Temps            |
| 1er | Arnaud Démare      | France           | Groupama-FDJ             | 12 h 57 min 28 s |
| 2e | Amaury Capiot      | Belgique         | Sport Vlaanderen-Baloise | + 16 s           |
| 3e | James Fouché       | Nouvelle-Zélande | Hagens Berman Axeon      | + 16 s           |
| 4e | Clément Venturini  | France           | AG2R La Mondiale         | + 17 s           |
| 5e | Oliver Naesen      | Belgique         | AG2R La Mondiale         | + 17 s           |
| 6e | Greg Van Avermaet  | Belgique         | CCC Team                 | + 17 s           |
| 7e | Jenthe Biermans    | Belgique         | Israel Start-Up Nation   | + 17 s           |
| 8e | Lawrence Naesen    | Belgique         | AG2R La Mondiale         | + 17 s           |
| 9e | Loïc Vliegen       | Belgique         | Circus-Wanty Gobert      | + 17 s           |
| 10e | Nick van der Lijke | Pays-Bas         | Riwal Readynez           | + 17 s           |

### 4eétape
| \| Classement de l'étape \| Classement de l'étape \| Classement de l'étape \| Classement de l'étape \| Classement de l'étape \| \| Coureur \| Coureur \| Pays \| Équipe \| Temps \| \| --------------------- \| --------------------- \| --------------------- \| -------------------------------- \| --------------------- \| \| 1er \| Arnaud Démare \| France \| Groupama-FDJ \| 4 h 51 min 33 s \| \| 2e \| Philippe Gilbert \| Belgique \| Lotto-Soudal \| + 0 s \| \| 3e \| Greg Van Avermaet \| Belgique \| CCC Team \| + 0 s \| \| 4e \| Clément Venturini \| France \| AG2R La Mondiale \| + 0 s \| \| 5e \| Jasper De Buyst \| Belgique \| Lotto-Soudal \| + 0 s \| \| 6e \| Amaury Capiot \| Belgique \| Sport Vlaanderen-Baloise \| + 0 s \| \| 7e \| Florian Sénéchal \| France \| Deceuninck-Quick Step \| + 0 s \| \| 8e \| Andrea Vendrame \| Italie \| AG2R La Mondiale \| + 0 s \| \| 9e \| Romain Hardy \| France \| Arkéa-Samsic \| + 0 s \| \| 10e \| Bryan Coquard \| France \| B&B Hotels-Vital Concept p/b KTM \| + 0 s \| |                   |          |                                  |                 |
| |                   |          |                                  |                 |
| Source : ProCyclingStats |                   |          |                                  |                 |
| Classement de l'étape |                   |          |                                  |                 |
| Coureur | Coureur           | Pays     | Équipe                           | Temps           |
| 1er | Arnaud Démare     | France   | Groupama-FDJ                     | 4 h 51 min 33 s |
| 2e | Philippe Gilbert  | Belgique | Lotto-Soudal                     | + 0 s           |
| 3e | Greg Van Avermaet | Belgique | CCC Team                         | + 0 s           |
| 4e | Clément Venturini | France   | AG2R La Mondiale                 | + 0 s           |
| 5e | Jasper De Buyst   | Belgique | Lotto-Soudal                     | + 0 s           |
| 6e | Amaury Capiot     | Belgique | Sport Vlaanderen-Baloise         | + 0 s           |
| 7e | Florian Sénéchal  | France   | Deceuninck-Quick Step            | + 0 s           |
| 8e | Andrea Vendrame   | Italie   | AG2R La Mondiale                 | + 0 s           |
| 9e | Romain Hardy      | France   | Arkéa-Samsic                     | + 0 s           |
| 10e | Bryan Coquard     | France   | B&B Hotels-Vital Concept p/b KTM | + 0 s           |

| \| Classement général \| Classement général \| Classement général \| Classement général \| Classement général \| \| Coureur \| Coureur \| Pays \| Équipe \| Temps \| \| ------------------ \| ------------------ \| ------------------ \| ------------------------ \| ------------------ \| \| 1er \| Arnaud Démare \| France \| Groupama-FDJ \| 17 h 48 min 51 s \| \| 2e \| Greg Van Avermaet \| Belgique \| CCC Team \| + 20 s \| \| 3e \| Amaury Capiot \| Belgique \| Sport Vlaanderen-Baloise \| + 25 s \| \| 4e \| Florian Sénéchal \| France \| Deceuninck-Quick Step \| + 26 s \| \| 5e \| Clément Venturini \| France \| AG2R La Mondiale \| + 27 s \| \| 6e \| Andrea Vendrame \| Italie \| AG2R La Mondiale \| + 27 s \| \| 7e \| Jasper De Buyst \| Belgique \| Lotto-Soudal \| + 27 s \| \| 8e \| Jhonatan Narváez \| Équateur \| Team Ineos \| + 30 s \| \| 9e \| Romain Hardy \| France \| Arkéa-Samsic \| + 31 s \| \| 10e \| Oliver Naesen \| Belgique \| AG2R La Mondiale \| + 32 s \| |                   |          |                          |                  |
| |                   |          |                          |                  |
| Source : ProCyclingStats |                   |          |                          |                  |
| Classement général |                   |          |                          |                  |
| Coureur | Coureur           | Pays     | Équipe                   | Temps            |
| 1er | Arnaud Démare     | France   | Groupama-FDJ             | 17 h 48 min 51 s |
| 2e | Greg Van Avermaet | Belgique | CCC Team                 | + 20 s           |
| 3e | Amaury Capiot     | Belgique | Sport Vlaanderen-Baloise | + 25 s           |
| 4e | Florian Sénéchal  | France   | Deceuninck-Quick Step    | + 26 s           |
| 5e | Clément Venturini | France   | AG2R La Mondiale         | + 27 s           |
| 6e | Andrea Vendrame   | Italie   | AG2R La Mondiale         | + 27 s           |
| 7e | Jasper De Buyst   | Belgique | Lotto-Soudal             | + 27 s           |
| 8e | Jhonatan Narváez  | Équateur | Team Ineos               | + 30 s           |
| 9e | Romain Hardy      | France   | Arkéa-Samsic             | + 31 s           |
| 10e | Oliver Naesen     | Belgique | AG2R La Mondiale         | + 32 s           |

## Classements finals

### Classement général
| \| Classement général \| Classement général \| Classement général \| Classement général \| Classement général \| \| Coureur \| Coureur \| Pays \| Équipe \| Temps \| \| ------------------ \| ------------------ \| ------------------ \| ------------------------ \| ------------------ \| \| 1er \| Arnaud Démare \| France \| Groupama-FDJ \| 17 h 48 min 51 s \| \| 2e \| Greg Van Avermaet \| Belgique \| CCC Team \| + 20 s \| \| 3e \| Amaury Capiot \| Belgique \| Sport Vlaanderen-Baloise \| + 25 s \| \| 4e \| Florian Sénéchal \| France \| Deceuninck-Quick Step \| + 26 s \| \| 5e \| Clément Venturini \| France \| AG2R La Mondiale \| + 27 s \| \| 6e \| Andrea Vendrame \| Italie \| AG2R La Mondiale \| + 27 s \| \| 7e \| Jasper De Buyst \| Belgique \| Lotto-Soudal \| + 27 s \| \| 8e \| Jhonatan Narváez \| Équateur \| Team Ineos \| + 30 s \| \| 9e \| Romain Hardy \| France \| Arkéa-Samsic \| + 31 s \| \| 10e \| Oliver Naesen \| Belgique \| AG2R La Mondiale \| + 32 s \| |                   |          |                          |                  |
| |                   |          |                          |                  |
| Source : ProCyclingStats |                   |          |                          |                  |
| Classement général |                   |          |                          |                  |
| Coureur | Coureur           | Pays     | Équipe                   | Temps            |
| 1er | Arnaud Démare     | France   | Groupama-FDJ             | 17 h 48 min 51 s |
| 2e | Greg Van Avermaet | Belgique | CCC Team                 | + 20 s           |
| 3e | Amaury Capiot     | Belgique | Sport Vlaanderen-Baloise | + 25 s           |
| 4e | Florian Sénéchal  | France   | Deceuninck-Quick Step    | + 26 s           |
| 5e | Clément Venturini | France   | AG2R La Mondiale         | + 27 s           |
| 6e | Andrea Vendrame   | Italie   | AG2R La Mondiale         | + 27 s           |
| 7e | Jasper De Buyst   | Belgique | Lotto-Soudal             | + 27 s           |
| 8e | Jhonatan Narváez  | Équateur | Team Ineos               | + 30 s           |
| 9e | Romain Hardy      | France   | Arkéa-Samsic             | + 31 s           |
| 10e | Oliver Naesen     | Belgique | AG2R La Mondiale         | + 32 s           |

### Classements annexes
| Classement par points | Classement par points | Classement par points | Classement par points    | Classement par points |
| Coureur               | Coureur               | Pays                  | Équipe                   | Points                |
| --------------------- | --------------------- | --------------------- | ------------------------ | --------------------- |
| 1er                   | Arnaud Démare         | France                | Groupama-FDJ             | 74 pts                |
| 2e                    | Caleb Ewan            | Australie             | Lotto-Soudal             | 45 pts                |
| 3e                    | Sam Bennett           | Irlande               | Deceuninck-Quick Step    | 45 pts                |
| 4e                    | Greg Van Avermaet     | Belgique              | CCC Team                 | 15 pts                |
| 5e                    | John Degenkolb        | Allemagne             | Lotto-Soudal             | 15 pts                |
| 6e                    | Daniel McLay          | Royaume-Uni           | Arkéa-Samsic             | 15 pts                |
| 7e                    | Tim Merlier           | Belgique              | Alpecin-Fenix            | 15 pts                |
| 8e                    | Amaury Capiot         | Belgique              | Sport Vlaanderen-Baloise | 14 pts                |
| 9e                    | Florian Sénéchal      | France                | Deceuninck-Quick Step    | 12 pts                |
| 10e                   | Clément Venturini     | France                | AG2R La Mondiale         | 12 pts                |

| Classement par points | Classement par points | Classement par points | Classement par points    | Classement par points |
| Coureur               | Coureur               | Pays                  | Équipe                   | Points                |
| --------------------- | --------------------- | --------------------- | ------------------------ | --------------------- |
| 1er                   | Arnaud Démare         | France                | Groupama-FDJ             | 74 pts                |
| 2e                    | Caleb Ewan            | Australie             | Lotto-Soudal             | 45 pts                |
| 3e                    | Sam Bennett           | Irlande               | Deceuninck-Quick Step    | 45 pts                |
| 4e                    | Greg Van Avermaet     | Belgique              | CCC Team                 | 15 pts                |
| 5e                    | John Degenkolb        | Allemagne             | Lotto-Soudal             | 15 pts                |
| 6e                    | Daniel McLay          | Royaume-Uni           | Arkéa-Samsic             | 15 pts                |
| 7e                    | Tim Merlier           | Belgique              | Alpecin-Fenix            | 15 pts                |
| 8e                    | Amaury Capiot         | Belgique              | Sport Vlaanderen-Baloise | 14 pts                |
| 9e                    | Florian Sénéchal      | France                | Deceuninck-Quick Step    | 12 pts                |
| 10e                   | Clément Venturini     | France                | AG2R La Mondiale         | 12 pts                |

| Classement de la montagne | Classement de la montagne | Classement de la montagne | Classement de la montagne      | Classement de la montagne |
| Coureur                   | Coureur                   | Pays                      | Équipe                         | Points                    |
| ------------------------- | ------------------------- | ------------------------- | ------------------------------ | ------------------------- |
| 1er                       | Michał Gołaś              | Pologne                   | Team Ineos                     | 38 pts                    |
| 2e                        | Tom Paquot                | Belgique                  | Wallonie-Bruxelles Development | 36 pts                    |
| 3e                        | Carlos Canal              | Espagne                   | Burgos-BH                      | 26 pts                    |
| 4e                        | Scott Thwaites            | Royaume-Uni               | Alpecin-Fenix                  | 26 pts                    |
| 5e                        | Zdeněk Štybar             | Tchéquie                  | Deceuninck-Quick Step          | 24 pts                    |
| 6e                        | Jhonatan Narváez          | Équateur                  | Team Ineos                     | 18 pts                    |
| 7e                        | Greg Van Avermaet         | Belgique                  | CCC Team                       | 16 pts                    |
| 8e                        | Loïc Vliegen              | Belgique                  | Circus-Wanty Gobert            | 14 pts                    |
| 9e                        | Stan Dewulf               | Belgique                  | Lotto-Soudal                   | 14 pts                    |
| 10e                       | Andreas Kron              | Danemark                  | Riwal Readynez                 | 12 pts                    |

| Classement de la montagne | Classement de la montagne | Classement de la montagne | Classement de la montagne      | Classement de la montagne |
| Coureur                   | Coureur                   | Pays                      | Équipe                         | Points                    |
| ------------------------- | ------------------------- | ------------------------- | ------------------------------ | ------------------------- |
| 1er                       | Michał Gołaś              | Pologne                   | Team Ineos                     | 38 pts                    |
| 2e                        | Tom Paquot                | Belgique                  | Wallonie-Bruxelles Development | 36 pts                    |
| 3e                        | Carlos Canal              | Espagne                   | Burgos-BH                      | 26 pts                    |
| 4e                        | Scott Thwaites            | Royaume-Uni               | Alpecin-Fenix                  | 26 pts                    |
| 5e                        | Zdeněk Štybar             | Tchéquie                  | Deceuninck-Quick Step          | 24 pts                    |
| 6e                        | Jhonatan Narváez          | Équateur                  | Team Ineos                     | 18 pts                    |
| 7e                        | Greg Van Avermaet         | Belgique                  | CCC Team                       | 16 pts                    |
| 8e                        | Loïc Vliegen              | Belgique                  | Circus-Wanty Gobert            | 14 pts                    |
| 9e                        | Stan Dewulf               | Belgique                  | Lotto-Soudal                   | 14 pts                    |
| 10e                       | Andreas Kron              | Danemark                  | Riwal Readynez                 | 12 pts                    |

| Classement du meilleur jeune | Classement du meilleur jeune | Classement du meilleur jeune | Classement du meilleur jeune     | Classement du meilleur jeune |
| Coureur                      | Coureur                      | Pays                         | Équipe                           | Temps                        |
| ---------------------------- | ---------------------------- | ---------------------------- | -------------------------------- | ---------------------------- |
| 1er                          | Jhonatan Narváez             | Équateur                     | Team Ineos                       | 17 h 49 min 21 s             |
| 2e                           | Kevin Vermaerke              | États-Unis                   | Hagens Berman Axeon              | + 2 s                        |
| 4e                           | Kevin Geniets                | Luxembourg                   | Groupama-FDJ                     | + 1 min 01 s                 |
| 5e                           | James Fouché                 | Nouvelle-Zélande             | Hagens Berman Axeon              | + 1 min 20 s                 |
| 6e                           | Aaron Van Poucke             | Belgique                     | Sport Vlaanderen-Baloise         | + 1 min 21 s                 |
| 7e                           | Lars van den Berg            | Pays-Bas                     | Équipe continentale Groupama-FDJ | + 1 min 41 s                 |
| 8e                           | Jarrad Drizners              | Australie                    | Hagens Berman Axeon              | + 3 min 25 s                 |
| 9e                           | Andreas Kron                 | Danemark                     | Riwal Readynez                   | + 3 min 43 s                 |
| 10e                          | Alex Molenaar                | Pays-Bas                     | Burgos-BH                        | + 4 min 49 s                 |

| Classement du meilleur jeune | Classement du meilleur jeune | Classement du meilleur jeune | Classement du meilleur jeune     | Classement du meilleur jeune |
| Coureur                      | Coureur                      | Pays                         | Équipe                           | Temps                        |
| ---------------------------- | ---------------------------- | ---------------------------- | -------------------------------- | ---------------------------- |
| 1er                          | Jhonatan Narváez             | Équateur                     | Team Ineos                       | 17 h 49 min 21 s             |
| 2e                           | Kevin Vermaerke              | États-Unis                   | Hagens Berman Axeon              | + 2 s                        |
| 4e                           | Kevin Geniets                | Luxembourg                   | Groupama-FDJ                     | + 1 min 01 s                 |
| 5e                           | James Fouché                 | Nouvelle-Zélande             | Hagens Berman Axeon              | + 1 min 20 s                 |
| 6e                           | Aaron Van Poucke             | Belgique                     | Sport Vlaanderen-Baloise         | + 1 min 21 s                 |
| 7e                           | Lars van den Berg            | Pays-Bas                     | Équipe continentale Groupama-FDJ | + 1 min 41 s                 |
| 8e                           | Jarrad Drizners              | Australie                    | Hagens Berman Axeon              | + 3 min 25 s                 |
| 9e                           | Andreas Kron                 | Danemark                     | Riwal Readynez                   | + 3 min 43 s                 |
| 10e                          | Alex Molenaar                | Pays-Bas                     | Burgos-BH                        | + 4 min 49 s                 |

| Classement des sprints | Classement des sprints | Classement des sprints | Classement des sprints   | Classement des sprints |
| Coureur                | Coureur                | Pays                   | Équipe                   | Points                 |
| ---------------------- | ---------------------- | ---------------------- | ------------------------ | ---------------------- |
| 1er                    | Dries De Bondt         | Belgique               | Alpecin-Fenix            | 23 pts                 |
| 2e                     | Jens Reynders          | Belgique               | Hagens Berman Axeon      | 11 pts                 |
| 3e                     | Zdeněk Štybar          | Tchéquie               | Deceuninck-Quick Step    | 10 pts                 |
| 4e                     | Andreas Goeman         | Belgique               | Telenet-Baloise Lions    | 10 pts                 |
| 5e                     | Greg Van Avermaet      | Belgique               | CCC Team                 | 5 pts                  |
| 6e                     | Milan Menten           | Belgique               | Sport Vlaanderen-Baloise | 5 pts                  |
| 7e                     | Jannik Steimle         | Allemagne              | Deceuninck-Quick Step    | 5 pts                  |
| 8e                     | Michał Gołaś           | Pologne                | Team Ineos               | 5 pts                  |
| 9e                     | Jhonatan Narváez       | Équateur               | Team Ineos               | 3 pts                  |
| 10e                    | Philippe Gilbert       | Belgique               | Lotto-Soudal             | 3 pts                  |

| Classement des sprints | Classement des sprints | Classement des sprints | Classement des sprints   | Classement des sprints |
| Coureur                | Coureur                | Pays                   | Équipe                   | Points                 |
| ---------------------- | ---------------------- | ---------------------- | ------------------------ | ---------------------- |
| 1er                    | Dries De Bondt         | Belgique               | Alpecin-Fenix            | 23 pts                 |
| 2e                     | Jens Reynders          | Belgique               | Hagens Berman Axeon      | 11 pts                 |
| 3e                     | Zdeněk Štybar          | Tchéquie               | Deceuninck-Quick Step    | 10 pts                 |
| 4e                     | Andreas Goeman         | Belgique               | Telenet-Baloise Lions    | 10 pts                 |
| 5e                     | Greg Van Avermaet      | Belgique               | CCC Team                 | 5 pts                  |
| 6e                     | Milan Menten           | Belgique               | Sport Vlaanderen-Baloise | 5 pts                  |
| 7e                     | Jannik Steimle         | Allemagne              | Deceuninck-Quick Step    | 5 pts                  |
| 8e                     | Michał Gołaś           | Pologne                | Team Ineos               | 5 pts                  |
| 9e                     | Jhonatan Narváez       | Équateur               | Team Ineos               | 3 pts                  |
| 10e                    | Philippe Gilbert       | Belgique               | Lotto-Soudal             | 3 pts                  |

### Classement par équipes
| Classement par équipes | Classement par équipes     | Classement par équipes | Classement par équipes |
| Équipe                 | Équipe                     | Pays                   | Temps                  |
| ---------------------- | -------------------------- | ---------------------- | ---------------------- |
| 1re                    | AG2R La Mondiale           | France                 | 53 h 27 min 59 s       |
| 2e                     | Bingoal-Wallonie Bruxelles | Belgique               | + 10 s                 |
| 3e                     | Groupama-FDJ               | France                 | + 1 min 49 s           |
| 4e                     | Sport Vlaanderen-Baloise   | Belgique               | + 1 min 50 s           |
| 5e                     | Lotto Soudal               | Belgique               | + 2 min 18 s           |
| 6e                     | Bahrain McLaren            | Bahreïn                | + 3 min 33 s           |
| 7e                     | CCC Team                   | Pologne                | + 3 min 56 s           |
| 8e                     | Deceuninck-Quick Step      | Belgique               | + 4 min 42 s           |
| 9e                     | Hagens Berman Axeon        | États-Unis             | + 4 min 52 s           |
| 10e                    | Riwal Readynez             | Danemark               | + 6 min 12 s           |

### Classement UCI
La course attribue des points au Classement mondial UCI 2020 selon le barème suivant.
| Position           | 1er | 2e  | 3e  | 4e  | 5e | 6e | 7e | 8e | 9e | 10e | 11e | 12e | 13e | 14e | 15e | 16e à 30e | 31e à 40e |
| Classement général | 200 | 150 | 125 | 100 | 85 | 70 | 60 | 50 | 40 | 35  | 30  | 25  | 20  | 15  | 10  | 5         | 3         |
| Par étape          | 20  | 10  | 5   |     |    |    |    |    |    |     |     |     |     |     |     |           |           |
| Leader, par étape  | 5   |     |     |     |    |    |    |    |    |     |     |     |     |     |     |           |           |

## Évolution des classements
| Étape              | Vainqueur          | Classement général | Classement par points | Classement de la montagne | Classement des sprints intermédiaires | Classement du meilleur jeune | Classement par équipes |
| ------------------ | ------------------ | ------------------ | --------------------- | ------------------------- | ------------------------------------- | ---------------------------- | ---------------------- |
| 1                  | Caleb Ewan         | Caleb Ewan         | Caleb Ewan            | Tom Paquot                | Dries De Bondt                        | Itamar Einhorn               | AG2R La Mondiale       |
| 2                  | Arnaud Démare      | Caleb Ewan         | Caleb Ewan            | Tom Paquot                | Dries De Bondt                        | Jens Reynders                | AG2R La Mondiale       |
| 3                  | Sam Bennett        | Arnaud Démare      | Arnaud Démare         | Michał Gołaś              | Dries De Bondt                        | James Fouché                 | Deceuninck-Quick Step  |
| 4                  | Arnaud Démare      | Arnaud Démare      | Arnaud Démare         | Michał Gołaś              | Dries De Bondt                        | Jhonatan Narváez             | AG2R La Mondiale       |
| Classements finals | Classements finals | Arnaud Démare      | Arnaud Démare         | Michał Gołaś              | Dries De Bondt                        | Jhonatan Narváez             | AG2R La Mondiale       |